# فوکویاما ترانسپورتینگ
فوکویاما ترانسپورتینگ (انگلیسی: Fukuyama Transporting) شرکت لجستیک ژاپنی است، که در سال ۱۹۴۸ تأسیس شد.